# Västerstad
Västerstad är en småort i Västerstads socken i Hörby kommun. Västerstad ligger mellan Sjöbo och Hörby längs riksväg 13.
Sydväst om Västerstad ligger Västerstads kyrkby, där Västerstads kyrka och kyrkogården finns.

## Personer från orten
Sångaren Linus Svenning och sportskytten Håkan Dahlby kommer ifrån orten.